# Torsten Molander

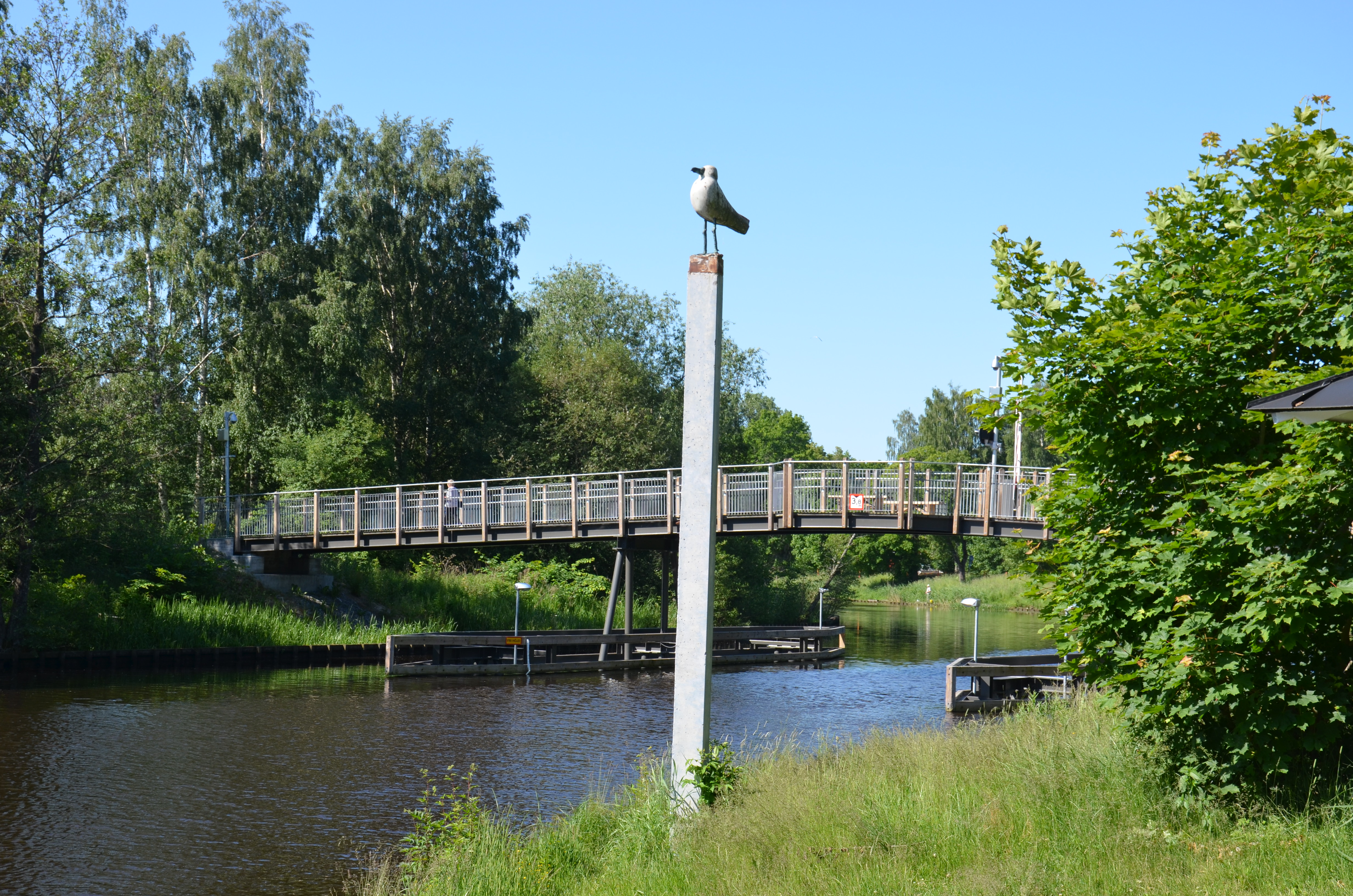
Fågeltecken i Örebro

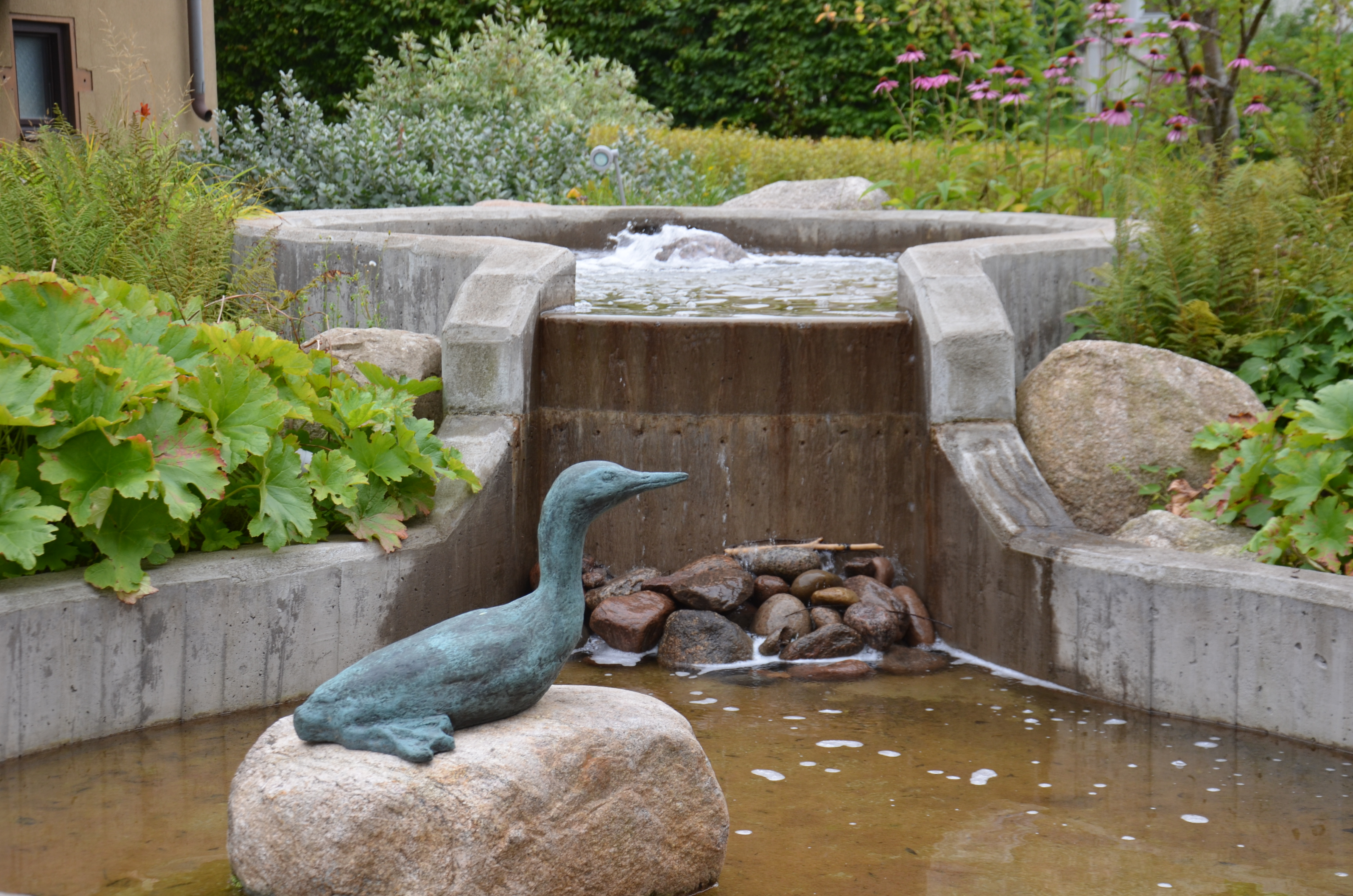
Lom i Hällefors

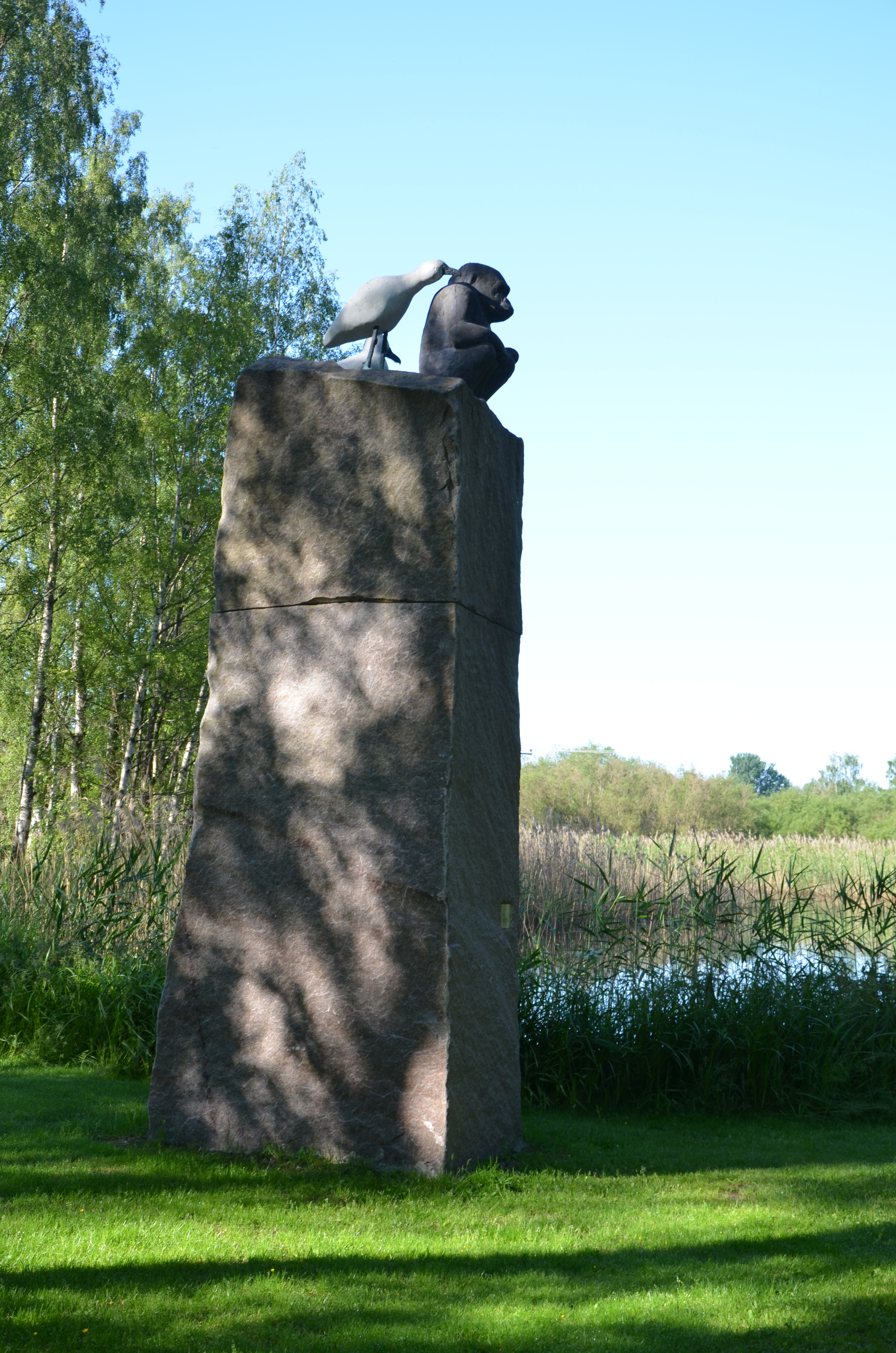
Fågeltempel i Örebro

Torsten Erik Molander, född 13 november 1954 i Örebro, är en svensk skulptör.
Torsten Molander utbildade sig på Konstskolan i Örebro 1975-1976,  Gerlesborgsskolan i Stockholm 1976-1977, och på Valands konsthögskola i Göteborg 1977-1984.
Torsten Molander bor och arbetar i Glanshammar. Han är gift med Anna Molander.

## Offentliga verk i urval
- "Katt", ekebergsmarmor, 1993, Kumla
- "Djurgrupp", 1995, ljusgården, Länsstyrelsen, Örebro
- Fågeltempel, brons, ekebergsmarmor, bjärlövgranit och betong, 1998, Lilla Å-promenaden,  Rynningevikens naturreservat i Örebro kommun
- Bron, brons och bjärlövgranit, 1999, Lekebergs torg
- Fågeltecken, brons, 1999, vid bron till Osets och Rynnevikens naturreservat i Örebro kommun
- Isländskt landskap, bårarpsgnejs, 2001, Oxhagen, Örebro
- Efata och mås, 2004, Kvarteret Måsen, Örebro
- Naomi, 2005, park vid Östermalmsgatan i Västerås
- Pelare, ekebergsmarmor, 2005, Scanspac, Glanshammar
- Svan och ejder, brons och granitstenar,m 2005, Markbacken i Örebro
- Tänkaren Efata, brons, 2006, Drottninggatan i Karlstad
- Naomi och Efata, brons, 2006, Kvickentorpsskolan i Farsta, Stockholm
- Lejon, brons, 2010, Behrn Center i Örebro
- "Efata och Enzo på ring", 2011, Mimer, Västerås
- Lom, brons, Sinnenas och Minnenas park i Hällefors

Molander finns representerad vid bland annat Örebro läns landsting.